# Thereus abeja
Thereus abeja är en fjärilsart som beskrevs av Johnson och David Matusik 1988. Thereus abeja ingår i släktet Thereus och familjen juvelvingar. Inga underarter finns listade i Catalogue of Life.